# Quarrington
Quarrington – wieś w Anglii, w hrabstwie Lincolnshire. Leży 1,4 km od miasta Sleaford, 28,2 km od Lincoln i 165,1 km od Londynu. W 1951 roku civil parish liczyła 1935 mieszkańców. Quarrington jest wspomniana w Domesday Book (1086) jako Corninctone/Corninctune/Cornintone.